# Bukit Ayun
Bukit Ayun är en kulle i Indonesien.   Den ligger i provinsen Aceh, i den västra delen av landet, 1 600 km nordväst om huvudstaden Jakarta. Toppen på Bukit Ayun är 60 meter över havet.
Terrängen runt Bukit Ayun är platt.Runt Bukit Ayun är det ganska glesbefolkat, med 45 invånare per kvadratkilometer. I omgivningarna runt Bukit Ayun växer i huvudsak städsegrön lövskog.